# Revfibbla
Revfibbla (Pilosella lactucella) är en växtart i familjen korgblommiga växter. 